# Апостольский нунций в Эсватини
Апостольский нунций в Королевство Эсватини — дипломатический представитель Святого Престола в Эсватини. Данный дипломатический пост занимает церковно-дипломатический представитель Ватикана в ранге посла. Апостольская нунциатура в Эсватини была учреждена на постоянной основе 12 марта 1992 года.
В настоящее время Апостольским нунцием в Эсватини является архиепископ Генрик Мечислав Ягодзиньский, назначенный Папой Франциском 19 июля 2024 года.

## История
Апостольская нунциатура в Эсватини была учреждена 12 марта 1992 года, бреве Quo plenius confirmentur папы римского Иоанна Павла II. Однако апостольский нунций не имеет официальной резиденции в Эсватини, в его столице Мбабане и является апостольским нунцием по совместительству, эпизодически навещая страну. Резиденцией апостольского нунция в Эсватини является Претория — столица ЮАР.

## Апостольские нунции в Эсватини

### Апостольские про-нунции
- Амброзе Баттиста де Паоли, титулярный архиепископ Лареса — (17 апреля 1993 — 11 ноября 1997 — назначен апостольским нунцием в Японии);
- Мануэл Монтейру де Каштру, титулярный архиепископ Беневентума — (2 февраля 1998 — 1 марта 2000 — назначен апостольским нунцием в Испании и Андорре);
- Бласку Франсишку Колласу, титулярный архиепископ Оттавы — (24 июня 2000 — 17 августа 2006, в отставке);
- Джеймс Патрик Грин, титулярный архиепископ Альтино — (23 сентября 2006 — 15 октября 2011 — назначен апостольским нунцием в Перу);
- Марио Роберто Кассари, титулярный архиепископ Тронто — (10 марта 2012 — 22 мая 2015 — назначен апостольским нунцием на Мальте);
- Питер Брайан Уэллс, титулярный архиепископ Марсианополиса — (13 июня 2016 — 8 февраля 2023 — назначен апостольским нунцием в Камбодже и Таиланде);
- Генрик Мечислав Ягодзиньский, титулярный архиепископ Лимосано — (19 июля 2024 — по настоящее время).